# John Hugh Crimmins
John Hugh Crimmins (Worcester, 26 de novembro de  1919 – Mitchellville (Maryland), 12 de dezembro de 2007) foi um diplomata norte-americano, que foi embaixador do seu país na República Dominicana (1966–69) e Brasil (1973–78). Foi membro da American Academy of Diplomacy.